# Рајдер Хеседал
Рајдер Хеседал (енгл. Ryder Hesjedal, 9. децембар 1980) је бивши канадски професионални бициклиста у периоду од 2004. до 2016. године. Хеседал је возио моунтајн бајк, 2001. је освојио сребрну медаљу на светском првенству за возаче до 23 године. Након две године у развојном тиму Рабобанка, постао је професионалац 2004. у тиму Ју Ес Постал. 2010. је освојио пето место на Тур де Франсу, а највећи успех остварио је 2012. године када је освојио Ђиро д’Италију.

## Каријера

### Почетак каријере
Хеседал је почео да се бави бициклизмом 1999. у категорији моунтајн бајк. 2001. је освојио сребрну медаљу на светском првенству за возаче до 23 године. 2002. је освојио трку Париз—Мант и Вуелта Каталонију за младе возаче. 2003. је освојио сребрну медаљу на светском првенству у дисциплини крос каунтри. 2004. је завршио пети на класику Примавера, а учествовао је и на Олимпијским играма у Сиднеју, где је возио моунтајн бајк. Био је на добром путу да освоји златну медаљу, али му је камен пробушио гуму.
Након успеха и разочарења на почетку каријере, Хеседал је прешао потпуно у друмски бициклизам. Као добар брдаш и хронометраш, Хеседал је ушао у састав за Ђиро д’Италију 2005. где је помагао Паолу Саволделију да победи. Саволдели је освојио, али Хеседал није успео да заврши Ђиро, морао је да га напусти током етапе 13. Након Ђира, Хеседал је освојио треће место на националном првенству у вожњи на хронометар. На крају 2005. прешао је у швајцарски тим Фонак. Са новим тимом, Хеседал је освојио четврто место на Вуелта Каталонији и друго на националном првенству у вожњи на хронометар. У другом делу сезоне, возио је Вуелта а Еспању, али је напустио на етапи 17, да би се концентрисао на Светско првенство у вожњи на хронометар, које се одржавало у Салцбургу. Хеседал је светско првенство завршио на 22 месту. 2007. је освојио национално првенство у вожњи на хронометар. 2008. је прешао у тим Гармин Слипстрим. Возио је Ђиро д’Италију по други пут и завршио је на 60 месту. Након Ђира, возио је Тур де Франс. Хеседал је помогао Кристијану Ванде Велдеу да освоји четврто место, а сам је завршио на 47 месту. Након Тура, учествовао је на Олимпијским играма у Пекингу, где је возио друмску трку и завршио је на 56 месту.

### 2009.
Године 2009, је почео на трци Тур даун андер, где је завршио на 11 месту. На Тирено—Адријатику завршио је осми, а затим је завршио Лијеж—Бастоњ—Лијеж на 11 месту. У јулу, возио је Тур де Франс и завршио га је на 49 месту. Хеседал је био једини Канађанин који је учествовао на Туру 2008. и 2009. Након Тура, завршио је класик Сан Себастијан на петом месту.
У августу, Хеседал је возио Вуелта а Еспању. На десетој етапи завршио је други, иза Сајмона Геранса. На етапи 12, Хеседал је напао на задњем успону и придружио се Давиду Гарсији, који је био у бегу. Хеседал је покушао да дистанцира Гарсију, није успео, али га је одспринтао на линији циља и освојио етапу. Хеседал је тако постао први Канађанин који је освојио етапу на Вуелти и први канађанин који је освојио етапу на гранд тур тркама још од 1988. када је Стив Бауер освојио етапу на Тур де Франсу. Пре почетка етапе 18, Хеседал је напустио Вуелту.
На крају 2009. Хеседал је проглашен за канадског бициклисту године и деценије.

### 2010.
У марту, Хеседал је остварио добар резултат на италијанској трци Страде Бјанке, која се вози по лошим путевима. Завршио је пети, 19 секунди иза победника, Максима Иглињског. У априлу, освојио је подијум на једном од арденских класика, Амстел голд рејсу, који се возио по белгијским планинама, дужине 257 km. У задњем километару, Хеседал је покушао да прати напад Филипа Жилбера на Каубергу, али је морао да се задовољи другим местом, две секунде иза Жилбера.
На Туру Калифорније, Хеседал је завршио пети, уз победу на осмој етапи. Захваљујући победи Хеседала, Мајкл Роџерс је освојио Тур Калифорније, јер је Хеседал узео десет секунди бонификације и тако спречио Роџерсове конкуренте да га стигну.
На Тур де Франсу, Хеседал је завршио четврти на трећој етапи, коме је имала секција са коцком. Хеседал је био усамљен на челу током већег дела етапе, али је сустигнут у последњем километру и добио је награду за најагресивнијег возача на етапи и на четвртој етапи је носио црвени број. На етапи 17, на Кол де Турмалеу, Хеседал је још једном завршио четврти. У генералном пласману Хеседал је завршио пети, што је био најбољи пласман за Канаду од 1988. када је Бауер завршио четврти.

### 2011.
2011. Хеседал није остварио ниједну победу. На Туру баскијске државе завршио је девети. Хеседал је четири од шест етапа завршио у првих седам и био је пети у генералном пласману, али је пао на девето место након хронометра, где је завршио минут и 52 секунде иза Тонија Мартина. На Туру Калифорније завршио је десети, на Флеш Валон завршио је на 12 месту. На Тур де Франсу, показао је добру форму, али није поновио успех од претходне године, завршио је на 18 месту у генералном пласману. Са екипом Гармин освојио је тимски хронометар на другој етапи. На етапи 16, Хеседал је на циљ дошао са сувозачем Тором Хусховдом и другим Норвежанином Едвалдом Босон Хагеном. Хеседал је радио јако и омогућио је Хусховду да победи Босон Хагена у спринту. Сезону је завршио на трци Гран при сајклисте ди Монтреал, где је завршио на 11 месту.

### 2012.
2012. Хеседал је возио добро на пролећним класицима, најбољи резултат му је било девето место на Лијеж—Бастоњ—Лијежу и 15 место на Амстел голд рејсу. Возио је Тур Романдије, али је напустио након четврте етапе, јер је тим Гармин хтео да буде одморан за Ђиро д’Италију.
Ђиро је од почетка био добар за Хеседала, Гармин је освојио екипни хронометар на четвртој етапи, а 12. маја, након седме етапе, постао је први Канађанин лидер Ђира и први Канађанин који је обукао розе мајицу. На седмој етапи, Хеседал је завршио на петом месту, 5 секунди иза Паола Тиралонга, али је завршио са довољно времена испред Адријана Малорија и преузео је розе мајицу. На десетој етапи, розе мајицу је преузео Хоаким Родригез, али је Хеседал добром вожњом вратио мајицу на етапи 14. Хеседал је напао на успону Червинија оставивши све иза себе, завршио је 26 секунди испред Родригеза и преузео је розе мајицу за девет секунди. На етапи 15, Родригез је завршио други и са секундама бонификације, преузео је розе мајицу 30 секунди испред Хеседала. Током брдских етапа у задњој недељи трке, многи су очекивали да ће Хеседал да губи време, али није било тако. Хеседал је нападао током етапа и остављао иза себе победнике Ђира, Ивана Баса и Микелеа Скарпонија, али не и Родригеза, све до етапе 19 када је узео 13 секунди Родригезу. На етапи 20, задњој брдској, чији је циљ био на успону Пасо дел Стелвио, Томас де Гент је био у нападу и озбиљно угрозио Родригеза и Хеседала. Хеседал је вукао током већег дела успона, јер је знао да је Де Гент добар хронометраш и да не сме да изгуби много времена. У финишу етапе, Родригез је напао, а Хеседал није могао да га прати. Родригез је завршио 14 секунди испред Хеседала и уочи хронометра на задњој етапи имао је 31 секунду предности. Хеседал је био познат као добар хронометраш и многи су сматрали да ће надокнадити заостатак и освојити Ђиро. То мишљење је имао и Родригез, који је рекао да није урадио довољно. Задња етапа на Ђиру био је хронометар у Милану, дуг 28,2 km. Хеседал је завршио пети, 47 секунди испред Родригеза и освојио је Ђиро са 17 секунди испред Шпанца и тако постао први канадски победник Ђира. Премијер Канаде, Стивен Харпер, писмено је честитао Хеседалу на победи и захвалио му се због великог тренутка за канадски спорт. Премијерка Британске Колумбије, Кристи Кларк, изјавила је да је ово један од највећих успеха канадског спорта.
Иако је освојио Ђиро, почетком јуна је потврђено да ће Хеседал бити лидер Гармина на Тур де Франсу. Такође у јуну, Хеседал је изабран од стране Олимпијског комитета Канаде за Летње олимпијске игре 2012. у Лондону. На Тур де Франсу, био је осми до шесте етапе, када је био умешан у велики пад, због којег је изгубио 13 минута и испао је из конкуренције за жуту мајицу. Наредног дана, Хеседал је напустио Тур због повреде.
На Олимпијским играма, Хеседал није остварио добар резултат, завршио је на 63 месту друмску трку, у вожњи на хронометар био је једини канадски представник и завршио је на 28 месту.
На Милано—Торину завршио је на 12 месту, на Ђиро ди Ломбардији, завршио је шести. На Ломбардији учешће је узело 197 возача, а трку је завршило њих 54, због јаке кише и веома ниске температуре. Сезону је завршио на Туру Пекинга. На петој етапи, Хеседал је уложио велики напор да направи што већу разлику испред Тонија Мартина, али није успио да победи на етапи, одспринтао га је Стивен Камингс, док је у генералном пласману завршио на 18 месту.
Због добрих резултата, а нарочито због освојеног Ђира, Хеседал је добио награду за спортисту године у Канади.

### 2013.
2013. почео је на Вуелта Каталонији, где је помогао Данијелу Мартину да победи, док се спремао за одбрану Ђира. Амстел голд рејс завршио је на 26 месту, Флеш Валон на 19 месту, а на Лијеж—Бастоњ—Лијежу, покушао је да дође до соло победе, али га је ухватила мала група, у којој је био и Данијел Мартин. Хеседал је радио на челу те групе и још једном помогао Мартину да победи, док је сам завршио на осмом месту.
На Ђиро д’Италији, на трећој етапи, Хеседал је напао на задњем успону, заједно са Винченцом Нибалијем. Њих двојица су ишли јаким темпом на спусту, што је изазвало доста падова возача који су покушавали да их прате. Хеседал је завршио етапу на трећем месту у спринту. Након неколико добрих резултата на етапама, уследио је пад форме и Хеседал је пао далеко у генералном пласману, а на етапи 13 напустио је Ђиро. Након Ђира, возио је Тур Швајцарске, али није остварио добар резултат. На Тур де Франсу, Хеседал је опет доживео пад, овога пута на првој етапи и сломио је ребро. Упркос повреди, Хеседал је наставио Тур и завршио га је на 70 месту. Сезону је завршио трећим местом на трци Гран при сајклисте ди Монтреал.

### 2014.
2014. је почео на Вуелта Каталонији, где је завршио на 15 месту. На трци гран при Мигел Индураин, која се вози у част бившег шпанског бициклисте, Мигела Индураина, завршио је шести.
На Ђиро д’Италији, Хеседал је показао добру форму на осмој етапи, коју је завршио на десетом месту, 20 секунди иза побрдника Дијега Улисија. добар резултат остварио је и на етапи 11, седмо место, али је на хронометру на етапи 12 изгубио скоро три и по минута. Етапу 15 је завршио на деветом месту и попео се на 11 место у генералном пласману. Најбоље издање на Ђиру 2014. пружио је на етапи 16. Наиро Кинтана је напао на успону вал Мортило, Хеседал је једини могао да га прати, али је отпао у задњем километру и завршио је етапу на другом месту, осам секунди иза Кинтане, што му је донело девето место у генералном пласману. На етапи 18, попео се на седмо место, али је након јако лошег издања на етапи 19, где је изгубио пет и по минута од Кинтане, пао опет на девето место, где је и завршио Ђиро. Прескочио је Тур де Франс, уместо њега возио је Критеријум ди Дофине, који је завршио на 25 месту и Тур Пољске, који је завршио на 17 месту.
На Вуелта а Еспањи, Хеседал је био у бегу на седмој етапи, где је пао у финишу, изгледало је као да је мотоцикл крив. Алесандро де Марки га је престигао и освојио је етапу, док је Хеседал завршио на другом месту, победивши у спринту тројице возача. Настала је контроверзна ситуација када је примећено да су точкови на његовом бициклу наставили да се померају и након што је Хеседал завршио на земљи након пада. Претпостављало се да је задњи точак покретан помоћу мотора. Хеседалов бивши сувозач, Алекс Расмусен, поставио је видео који показује како то може да се деси сваком бициклу. Хеседал је изјавио да су оптужбе "смешне и забавне". Хеседал је добио награду за најагресивнијег након те етапе. На етапи 14, Хеседал је опет био у бегу, овога пута је победио, тако што је на 200 m до циља, који је био на брду, одспринтао Оливера Цауга. Вуелту је завршио на 24 месту. Сезону је завршио 16 местом на Туру Пекинга.

### 2015.
Тимови Гармин и Кенондејл су се, услед финансијских проблема, спојили у Кенондејл—Гармин тим, Хеседал је био члан тог тима. Почетак сезоне није био добар за Хеседала, није остварио значајније резултате на тркама пре априла. Ипак, био је лидер тима на трци Ђиро дел Трентино. На Трентину, Хеседал није био у доброј форми, на другој етапи је изгубио 2'46" од победника Ричија Порта. Трку је завршио на 14 месту. Након Трентина, завршио је на 24 месту на Туру Романдије.
На Ђиро д’Италији, Хеседал је изгубио мало времена у првој недељи, јер је возио иза главне групе. У задњој недељи, Хеседал је показао снагу, на етапи 16 завршио је шести, два минута иза победника, Микела Ланде и дошао је до десетог места у генералном пласману. Током задњег успона на етапи 18, Тинкоф—Саксо тим је вукао јако на челу групе за лидера трке, Алберта Контадора, како је Фабио Ару полако отпадао, Контадор је напао, а једини који је могао да га прати био је Хеседал. Њих двојица су завршили етапу минут испред осталих конкурената и Хеседал се попео на девето место у генералном пласману. На етапи 19, Хеседал је опет возио добро, али није имао снаге за победу, завршио је други, 28 секунди иза Аруа и попео на седмо место у генералном пласману. На етапи 20, задњој брдској, Хеседал је опет возио импресивно. Микел Ланда и Илнур Закарин су били у нападу, Контадор је био у проблемима у главној групи и Фабио Ару је напао, са њим су кренули Ригоберто Уран, Стивен Кројсвајк и Рајдер Хеседал и убрзо су формирали групу од шесторо јер је Ланда чекао Аруа и радио за њега у остатку етапе. На два километра до циља, Ару је напао а Хеседал је одмах отпао, недуго затим отпао је и Уран. Хеседал је показао да има снаге и престигао је Урана, тако завршивши другу етапу заредом на другом месту, иза Аруа, овога пута 18 секунди иза и тако дошао до петог места у генералном пласману. Задња етапа у Милану је била опуштена, није било борбе за генерални пласман и Хеседал је завршио Ђиро на петом месту, највећи успех након победе 2012.
Након Ђира возио је Тур де Франс. Није био конкурентан у генералном пласману, завршио је на 40 месту, али је био у нападу на етапи 20 и завршио је етапу трећи. У августу, објављено је да је Хеседал потписао за тим Трек за 2016. сезону. Сезону је завршио на трци Гран при сајклисте ди Квебек, где је завршио на 16 месту.

### 2016.
2016. није остварио значајније резултате. Возио је Ђиро д’Италију, али је морао да је напусти током етапе 14, због стомачног вируса. Возио је Критеријум ди Дофине као подршка за Баукеа Молему, али није изабран у састав тима за Тур де Франс, након чега је одлучио да не учествује на Олимпијским играма у Рио де Женеиру.
У августу, тим Трек је објавио да ће Хеседал завршити каријеру на крају сезоне. Одлучио је да вози трке у Канади: Тур Алберта, Гран при сајклисте ди Квебек и Гран при сајклисте ди Монтреал, али није одлучио која трка ће му бити последња. Ипак, ни у домовини није остварио боље резултате, у Монтреалу је завршио на 20 месту, а у Квебеку на 19 месту. То су му биле задње трке у каријери.

## Допинг
У октобру 2013. због оптужби које је Мајкл Расмусен изнео у својој књизи "Жута грозница", Хеседал је признао да се допинговао раније, на почетку каријере.

## Приватни живот
Хеседал је рођен у Викторији. Његови преци су билинорвешки мигранти из Бјерна.
Након победе на Ђиро д’Италији 2012. Хеседал је помогао покретању хуманитарне групе назване "Рајдерово бициклистичко друштво Канаде", чији је циљ био да омогући младим Канађанима да возе бицикл. Такође, Хеседал је продао розе мајицу коју је носио, на аукцији за 10.000 долара, као помоћ за канадске бициклисте.